# Fernando Cristóbal
Fernando Cristóbal (Madrid, 16 agosto 1970) è un pilota motociclistico spagnolo ritiratosi dall'attività agonistica.

## Carriera
Partecipa al campionato Europeo Velocità nel 1991 con una Honda nella categoria Supersport, chiudendo al nono posto con 42 punti nella graduatoria piloti.
Nel 1993 corre come wild card con una Yamaha YZF750 la prova spagnola del campionato mondiale Superbike sul circuito di Albacete, non realizzando piazzamenti a punti nelle due gare. Nel 1995 disputa il Gran Premio d'Europa nella Thunderbike Trophy (classe riservata a motociclette da 600 cm³ con motori a quattro tempi con quattro cilindri) con una Yamaha chiudendo al diciottesimo posto.
Dopo essere giunto secondo nel campionato nazionale spagnolo del 1997, nella stagione 1998 passa alle competizioni del motomondiale partecipando a 3 gran premi alla guida di una Honda NSR 500 V2 del team Shell Advance Racing, ottenendo in tutti i casi dei risultati nei primi 15 e, di conseguenza, 4 punti in classifica e il 31º posto alla fine della stagione.
L'anno successivo ottiene una wild card nel campionato mondiale Supersport per correre la prova spagnola sul circuito di Albacete con una Suzuki GSX 600R del team Still Moto, ma non riesce a qualificarsi per la gara domenicale.

## Risultati in gara

### Campionato mondiale Superbike
| 1993 | Moto   |  |  |  |  |    |    |  |  |  |  |  |  |  |  |  |  |  |  |  |  |  |  |  |  |  |  | Punti | Pos. |
| ---- | ------ |  |  |  |  | -- | -- |  |  |  |  |  |  |  |  |  |  |  |  |  |  |  |  |  |  |  |  | ----- | ---- |
| 1993 | Yamaha |  |  |  |  | 22 | 27 |  |  |  |  |  |  |  |  |  |  |  |  |  |  |  |  |  |  |  |  | 0     |      |

| Legenda | 1º posto        | 2º posto            | 3º posto           | A punti      | Senza punti        | Grassetto – Pole position Corsivo – Giro più veloce |
| Legenda | Gara non valida | Non qual./Non part. | Ritirato/Non class | Squalificato | '-' Dato non disp. | Grassetto – Pole position Corsivo – Giro più veloce |

### Motomondiale
| 1995 | Classe             | Moto   |    |    |    |  |  |  |  |  |  |  |    |    |    |  |  | Punti | Pos. |
| ---- | ------------------ | ------ | -- | -- | -- |  |  |  |  |  |  |  | -- | -- | -- |  |  | ----- | ---- |
| 1995 | Thunderbike Trophy | Yamaha | NE | NE | NE |  |  |  |  |  |  |  | NE | NE | 17 |  |  | 0     |      |

| 1998 | Classe | Moto  |  |  |  |  |  |    |  |    |    |  |  |  |  |  |  | Punti | Pos. |
| ---- | ------ | ----- |  |  |  |  |  | -- |  | -- | -- |  |  |  |  |  |  | ----- | ---- |
| 1998 | 500    | Honda |  |  |  |  |  | 15 |  | 14 | 15 |  |  |  |  |  |  | 4     | 31º  |

| Legenda | 1º posto        | 2º posto            | 3º posto            | A punti      | Senza punti        | Grassetto – Pole position Corsivo – Giro più veloce |
| Legenda | Gara non valida | Non qual./Non part. | Ritirato/Non class. | Squalificato | '-' Dato non disp. | Grassetto – Pole position Corsivo – Giro più veloce |

### Campionato mondiale Supersport
| 1999 | Moto   |  |  |    |  |  |  |  |  |  |  |  | Punti | Pos. |
| ---- | ------ |  |  | -- |  |  |  |  |  |  |  |  | ----- | ---- |
| 1999 | Suzuki |  |  | NQ |  |  |  |  |  |  |  |  | 0     |      |

| Legenda | 1º posto        | 2º posto            | 3º posto           | A punti      | Senza punti        | Grassetto – Pole position Corsivo – Giro più veloce |
| Legenda | Gara non valida | Non qual./Non part. | Ritirato/Non class | Squalificato | '-' Dato non disp. | Grassetto – Pole position Corsivo – Giro più veloce |